# شدرغو
شدرغو از آلات ذوات الاوتار است. این ساز در چین متداول بوده، دسته‌ای بلند داشته و نیمه کاسهٔ آن با پوست پوشیده شده‌بود و چهار سیم داشته که سه تای آن مثل بربط، کوک می‌شده‌است. به هر یک از نغمه‌های ۳۶۰ گانه‌ای که اهل ختای (چین) برای شدرغو ساخته‌اند، کوک گفته می‌شود.